# Corpataux-Magnedens
Corpataux-Magnedens es una comuna suiza del cantón de Friburgo, situada en el distrito de Sarine. Limita al norte con la comuna de Hauterive, al este con Arconciel, al sur con Rossens, y al oeste con Farvagny.